# Georg Heinrich Engelhard
Georg Heinrich Engelhard (* 12. Juli 1798 in Frankfurt am Main; † 13. April 1875 ebenda) war ein Apotheker und Politiker der Freien Stadt Frankfurt.
Georg Heinrich Engelhard war Apotheker in Frankfurt am Main. Er gründete 1828 die Rosen-Apotheke, die unter anderem die Frankfurter Pillen anbot. Nach seinem Tod übernahm sein Sohn Karl Philipp Engelhardt die Apotheke und baute sie zu einem pharmazeutischen Unternehmen (Engelhard Arzneimittel) aus.
Engelhard wurde am 25. Oktober 1848 in die Constituierende Versammlung der Freien Stadt Frankfurt gewählt. Von 1852 bis 1857 gehörte er dem Gesetzgebenden Körper an.